# Балате (Трапани)
Балате је насеље у Италији у округу Трапани, региону Сицилија.
Према процени из 2011. у насељу је живело 31 становника. Насеље се налази на надморској висини од 19 м.